# 玉井操
玉井 操 (たまい みさお、1903年12月16日 - 1978年12月23日）は、日本の実業家、サッカー選手。玉井商船社長 (2代目)、日本船主協会副会長、日本サッカー協会副会長などを歴任した。

## 来歴
兵庫県出身。玉井商船の創業者・玉井周吉の長男として生まれ、明治学院中等部在学中よりサッカーを始めた。1922年、第一早稲田高等学院に入学して早稲田大学ア式蹴球部に入部。1923年にはビルマ人留学生のチョウ・ディンよりサッカーの直接指導を受けた。1924年に早稲田大学政治経済学部に入学した後もア式蹴球部に在籍し、関東大学リーグ優勝などに貢献した。また、在学中の1927年8月に上海で開催された極東選手権競技大会のサッカー日本代表に選出され、中華民国代表戦で1得点を挙げた。
大学卒業後の1928年より神戸海上火災保険（現在のあいおいニッセイ同和損害保険の前身）に入社・勤務した。1935年4月に父・周吉が死去したことに伴い、同年4月に神戸海上を退職。同年5月に玉井商船に入社すると同時に玉井商船の第2代社長に就任した。
1947年10月、玉井商船の社長を退任したが、1951年1月に玉井商船の社長に再度就任。1955年11月に大同汽船の社長に就任（1978年6月より会長に就任）。1958年11月、日本船主協会（JSA）の阪神地区船主会議長、1958年12月よりJSAの副会長兼常任理事を務めた（1970年5月に議長と副会長は退任）。
1959年2月、海運造船合理化審議委員に就任（1970年5月に退任）。1964年11月より神戸市商工会議所副会頭、1966年12月より兵庫県公安委員会委員（1972年12月に退任）、1971年5月より神戸国際会館の社長を夫々歴任した。
褒章としては1966年に藍綬褒章、1974年には勲三等旭日中綬章、また没後の1979年には正四位の追叙が行われた。
サッカー関係の公職としては、1931年より関西蹴球協会兵庫支部長、1939年より兵庫県蹴球協会会長、1957年より関西サッカー協会会長および日本サッカー協会副会長をそれぞれ歴任した。また、1970年に設立された日本最初の法人格を持つサッカー団体である社団法人神戸フットボールクラブの初代会長に就任した。
1978年12月23日、神戸市生田区（現：中央区）の神戸掖済会病院で急性心不全により死去した。
2006年、日本サッカー殿堂に掲額された。

## 代表歴

### 出場大会
1927年：第8回極東選手権競技大会サッカー競技

### 試合数
- 国際Aマッチ 2試合 1得点(1927)

| 日本代表 | 国際Aマッチ | 国際Aマッチ | その他 | その他 | 期間通算 | 期間通算 |
| 年       | 出場        | 得点        | 出場   | 得点   | 出場     | 得点     |
| -------- | ----------- | ----------- | ------ | ------ | -------- | -------- |
| 1927     | 2           | 1           | 4      | 0      | 5        | 1        |
| 通算     | 2           | 1           | 4      | 0      | 5        | 1        |

### 出場
| No. | 開催日         | 開催都市 | スタジアム | 対戦相手   | 結果 | 監督 | 大会       |
| --- | -------------- | -------- | ---------- | ---------- | ---- | ---- | ---------- |
| 1.  | 1927年08月27日 | 上海     |            | 中華民国   | ●1-5 |      | 極東選手権 |
| 2.  | 1927年08月29日 | 上海     |            | フィリピン | ○2-1 |      | 極東選手権 |

### 得点数
| No. | 開催日         | 開催都市 | スタジアム | 対戦相手 | 結果 | 大会       |
| --- | -------------- | -------- | ---------- | -------- | ---- | ---------- |
| 1.  | 1927年08月27日 | 上海     |            | 中華民国 | ●1-5 | 極東選手権 |